# Teracotona indistincta
Teracotona indistincta är en fjärilsart som beskrevs av Embrik Strand 1921. Teracotona indistincta ingår i släktet Teracotona och familjen björnspinnare. Inga underarter finns listade i Catalogue of Life.